# Arbeitsgemeinschaft Festung Köln
Die Arbeitsgemeinschaft Festung Köln e. V. (AFK) ist ein gemeinnütziger Verein, der sich dem Denkmalschutz, aber auch dem Naturschutz in Köln widmet. Ein vordringliches Anliegen des Vereins ist es, preußische Forts und Festungen des inneren und äußeren Kölner Festungsgürtels vor dem Verfall zu bewahren. Der ehrenamtliche Verein besteht seit 1998 und ist politisch neutral.

## Anliegen und Aktivitäten

### Erforschung und Bewahrung des Festungsgürtels
Der Verein strebt die Bewahrung der verbliebenen Bauwerke des inneren und äußeren Kölner Festungsrings an. Diese sollen in Zusammenarbeit mit unterschiedlichen Behörden der Stadt Köln und des Landes Nordrhein-Westfalen sowie dem Bundesvermögensamt erforscht, unter wissenschaftlichen Kautelen ausgegraben und wieder instand gesetzt werden.  
Zur Erforschung der preußischen Festung Köln, deren Pläne und Aufzeichnungen weit verstreut in den Archiven der ehemaligen Siegermächte des Ersten Weltkriegs lagern, hat die Arbeitsgemeinschaft Festung Köln Forschungsreisen zu den großen relevanten Archiven unternommen und unterhält Kontakte zu  Festungsexperten in verschiedenen europäischen Ländern. Beratend und unterstützend steht der Verein Investoren und Architekten zur Seite, die sich der Forts annehmen möchten, um sie einer neuen Nutzung zuzuführen. Ziel der Arbeitsgemeinschaft ist dabei die Erhaltung der Bauwerke für die Nachwelt.
Die Arbeitsgemeinschaft Festung Köln präsentiert ihre Forschungsergebnisse beim europaweiten „Tag des Denkmals“, dem jährlichen „Tag des Fort X“ und bei Führungen in unterschiedlichen Festungswerken.

### Brauchtumspflege
Um die preußische Zeit lebendig zu machen, werden unterschiedliche Führungen angeboten. Diese werden, wie auch die Brauchtumspflege, vom Verein durch Auftritte der Mitglieder in historischen Friedensuniformen aus der Zeit des Deutschen Kaiserreichs umgesetzt. Dies geschieht auf Veranstaltungen wie Karnevalsumzügen, Sitzungen, Museumsfesten, Messen, oder Stadtfesten. Damit möchte der Verein auf sich, seine Arbeit und seine Ziele aufmerksam machen.
Der Verein unterhält europaweit Kontakte zu historischen Vereinen, die in den Bereichen Festungen, Bunker und historische Uniformen aktiv sind.

### Museumsbunker
Der Verein unterhält einen Museumsbunker auf dem Gelände des ehemaligen Ausbesserungswerks der Deutschen Reichsbahn im Stadtteil Nippes in Köln. Der 1941 erbaute Bunker hatte während des Zweiten Weltkriegs die Funktion, die Meldungen über einfliegende Bomber anzunehmen und die Kölner Zugführer zu warnen, sodass Ladungen gesichert werden und die Mitarbeiter des Reichsbahnausbesserungswerkes in weiteren Bunkern Schutz suchen konnten. Der Bunker diente als Quartier für 18 Mann der Werkluftschutzwache und verfügte über mehrere Räume, darunter ein Arztzimmer sowie eine kleine Telefonanlage. Der Bunker befindet sich in der Werkstattstraße 106 in der Nähe des Wendehammers in Köln-Nippes.
Im Gegensatz zu den anderen, rund 50 Bunkern in Köln ist der Reichsbahnbunker durch den Einsatz der AG Festung Köln als Museum im Originalzustand inklusive Inneneinrichtung erhalten und kann besichtigt werden.